# چن جینگ (بازیکن تنیس روی میز)
چن جینگ (انگلیسی: Chen Jing؛ زادهٔ ۱۹۶۸) یک بازیکن تنیس روی میز اهل تایوان است. 
از فیلم‌ها یا برنامه‌های تلویزیونی که وی در آن نقش داشته است می‌توان به بچه کاراته کار اشاره کرد.
وی در مسابقات کشوری و بین‌المللی در مجموع برنده ۳ مدال طلا، ۵ مدال نقره، ۶ مدال برنز شده‌است.